# Alfabetul turc comun
Alfabetul turc comun este un alfabet pentru limbile turce, care a fost aprobat de Academia Turcă la 11 septembrie 2024.
Decizia a fost luată în timpul celei de-a treia reuniuni a Comisiei Alfabetul Turc Comun, care a avut loc în perioada 9-11 septembrie la Baku, Azerbaidjan. Întâlnirea a avut loc în colaborare cu Asociația Limbii Turce și a avut parte de participarea membrilor Consiliului Turcic.